# Rivalità calcistica Belgio-Francia

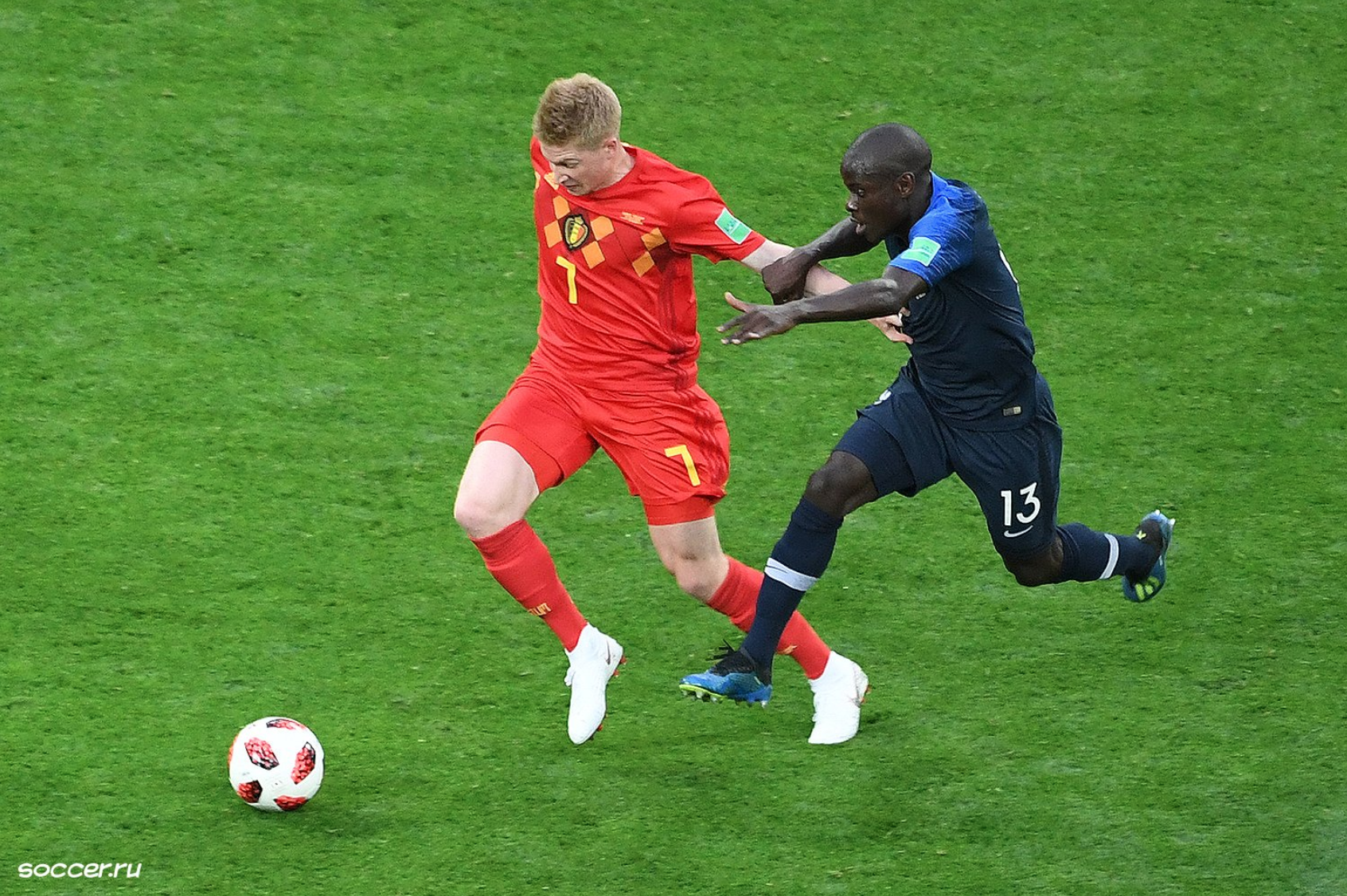
Da sinistra: il belga Kevin De Bruyne inseguito dal francese N'Golo Kanté durante la semifinale del.

La rivalità calcistica tra Belgio e Francia si riferisce alla rivalità sportiva nel calcio tra la nazionale di calcio del Belgio e la nazionale di calcio della Francia, che perdura fin dal loro primo incontro nel 1904.
Nel 2024, prima che le due squadre si affrontassero negli ottavi di finale dell’Europeo 2024, il giornalista francese Vincent Duluc ha affermato che Francia-Belgio è «al tempo stesso la festa dei vicini e una rivalità profonda», sottolineando che «i grandi ex raccontano che Francia-Belgio è la madre di tutte le battaglie».

## Storia
La partita tra Belgio e Francia del 1º maggio 1904 rappresenta il primo incontro ufficiale per entrambe le nazionali di questi due Paesi confinanti, anche se, di fatto, si erano già disputati incontri tra selezioni non ufficiali da entrambe le parti della frontiera. Le 75 partite ufficiali giocate tra Belgio e Francia dal 1904 fanno sì che ciascuna sia tra gli avversari più affrontati dall’altra. Fino all’inizio degli anni 1970, le due nazionali si incontravano quasi ogni anno per un’amichevole soprannominata «la partita simpatica».
Tre incontri si sono svolti nella fase finale della Coppa del Mondo: negli ottavi di finale del 1938, nella finalina per il terzo posto nel 1986, e nella semifinale del  2018. Inoltre, Belgio e Francia si sono affrontate quattro volte nelle qualificazioni ai Mondiali (per le edizioni del 1958 e del 1982).
Per quanto riguarda il Campionato europeo, i due Paesi si sono incontrati quattro volte nelle qualificazioni (per Euro 1968 ed Euro 1976) e due volte nella fase finale (Euro 1984 ed Euro 2024).
In occasione della semifinale della UEFA Nations League 2021, la Francia ha vinto 2-3.
Nonostante il bilancio complessivo delle vittorie sia a favore del Belgio, la Francia ha sempre vinto negli scontri diretti nelle fasi finali delle competizioni internazionali.

## Lista degli incontri
| N. | Data              | Luogo                | Competizione                                         | Incontro         | Risultato |
| -- | ----------------- | -------------------- | ---------------------------------------------------- | ---------------- | --------- |
| —  | 23 settembre 1900 | Parigi               | Giochi della II Olimpiade                            | Francia - Belgio | 6 - 2     |
| 1  | 1 maggio 1904     | Bruxelles            | Amichevole                                           | Belgio - Francia | 3 - 3     |
| 2  | 7 maggio 1905     | Bruxelles            | Amichevole                                           | Belgio - Francia | 7 - 0     |
| 3  | 22 aprile 1906    | Saint-Cloud          | Amichevole                                           | Francia - Belgio | 0 - 5     |
| 4  | 21 aprile 1907    | Bruxelles            | Amichevole                                           | Belgio - Francia | 1 - 2     |
| 5  | 12 aprile 1908    | Parigi               | Amichevole                                           | Francia - Belgio | 1 - 2     |
| 6  | 9 maggio 1909     | Bruxelles            | Amichevole                                           | Belgio - Francia | 5 - 2     |
| 7  | 3 aprile 1910     | Gentilly             | Amichevole                                           | Francia - Belgio | 0 - 4     |
| 8  | 30 aprile 1911    | Bruxelles            | Amichevole                                           | Belgio - Francia | 7 - 1     |
| 9  | 28 gennaio 1912   | Saint-Ouen-sur-Seine | Amichevole                                           | Francia - Belgio | 1 - 1     |
| 10 | 16 febbraio 1913  | Bruxelles            | Amichevole                                           | Belgio - Francia | 3 - 0     |
| 11 | 25 gennaio 1914   | Lille                | Amichevole                                           | Francia - Belgio | 4 - 3     |
| 12 | 9 marzo 1919      | Bruxelles            | Amichevole                                           | Belgio - Francia | 2 - 2     |
| 13 | 28 marzo 1920     | Parigi               | Amichevole                                           | Francia - Belgio | 2 - 1     |
| 14 | 6 marzo 1921      | Bruxelles            | Amichevole                                           | Belgio - Francia | 3 - 1     |
| 15 | 15 gennaio 1922   | Colombes             | Amichevole                                           | Francia - Belgio | 2 - 1     |
| 16 | 25 febbraio 1923  | Bruxelles            | Amichevole                                           | Belgio - Francia | 4 - 1     |
| 17 | 13 gennaio 1924   | Parigi               | Amichevole                                           | Francia - Belgio | 2 - 0     |
| 18 | 11 novembre 1924  | Bruxelles            | Amichevole                                           | Belgio - Francia | 3 - 0     |
| 19 | 11 aprile 1926    | Vincennes            | Amichevole                                           | Francia - Belgio | 4 - 3     |
| 20 | 20 giugno 1926    | Bruxelles            | Amichevole                                           | Belgio - Francia | 2 - 2     |
| 21 | 15 aprile 1928    | Colombes             | Amichevole                                           | Francia - Belgio | 2 - 3     |
| 22 | 26 maggio 1929    | Liège                | Amichevole                                           | Belgio - Francia | 4 - 1     |
| 23 | 13 aprile 1930    | Colombes             | Amichevole                                           | Francia - Belgio | 1 - 6     |
| 24 | 25 maggio 1930    | Liège                | Amichevole                                           | Belgio - Francia | 1 - 2     |
| 25 | 7 dicembre 1930   | Parigi               | Amichevole                                           | Francia - Belgio | 2 - 2     |
| 26 | 1 maggio 1932     | Bruxelles            | Amichevole                                           | Belgio - Francia | 5 - 2     |
| 27 | 26 marzo 1933     | Colombes             | Amichevole                                           | Francia - Belgio | 3 - 0     |
| 28 | 21 gennaio 1934   | Bruxelles            | Amichevole                                           | Belgio - Francia | 2 - 3     |
| 29 | 14 aprile 1935    | Bruxelles            | Amichevole                                           | Belgio - Francia | 1 - 1     |
| 30 | 8 marzo 1936      | Colombes             | Amichevole                                           | Francia - Belgio | 3 - 0     |
| 31 | 21 febbraio 1937  | Bruxelles            | Amichevole                                           | Belgio - Francia | 3 - 1     |
| 32 | 30 gennaio 1938   | Parigi               | Amichevole                                           | Francia - Belgio | 5 - 3     |
| 33 | 5 giugno 1938     | Colombes             | Campionato mondiale di calcio 1938                   | Francia - Belgio | 3 - 1     |
| 34 | 18 maggio 1939    | Bruxelles            | Amichevole                                           | Belgio - Francia | 1 - 3     |
| 35 | 24 dicembre 1944  | Parigi               | Amichevole                                           | Francia - Belgio | 3 - 1     |
| 36 | 15 dicembre 1945  | Bruxelles            | Amichevole                                           | Belgio - Francia | 2 - 1     |
| 37 | 1 giugno 1947     | Colombes             | Amichevole                                           | Francia - Belgio | 4 - 2     |
| 38 | 6 giugno 1948     | Bruxelles            | Amichevole                                           | Belgio - Francia | 4 - 2     |
| 39 | 17 ottobre 1948   | Colombes             | Amichevole                                           | Francia - Belgio | 3 - 3     |
| 40 | 4 giugno 1950     | Bruxelles            | Amichevole                                           | Belgio - Francia | 4 - 1     |
| 41 | 1 novembre 1950   | Colombes             | Amichevole                                           | Francia - Belgio | 3 - 3     |
| 42 | 22 maggio 1952    | Bruxelles            | Amichevole                                           | Belgio - Francia | 1 - 2     |
| 43 | 25 dicembre 1952  | Colombes             | Amichevole                                           | Francia - Belgio | 0 - 1     |
| 44 | 30 maggio 1954    | Bruxelles            | Amichevole                                           | Belgio - Francia | 3 - 3     |
| 45 | 11 novembre 1954  | Colombes             | Amichevole                                           | Francia - Belgio | 2 - 2     |
| 46 | 25 dicembre 1955  | Bruxelles            | Amichevole                                           | Belgio - Francia | 2 - 1     |
| 47 | 11 novembre 1956  | Colombes             | Qualificazioni al campionato mondiale di calcio 1958 | Francia - Belgio | 6 - 3     |
| 48 | 27 ottobre 1957   | Bruxelles            | Qualificazioni al campionato mondiale di calcio 1958 | Belgio - Francia | 0 - 0     |
| 49 | 1 marzo 1959      | Colombes             | Amichevole                                           | Francia - Belgio | 2 - 2     |
| 50 | 28 febbraio 1960  | Bruxelles            | Amichevole                                           | Belgio - Francia | 1 - 0     |
| 51 | 15 marzo 1961     | Colombes             | Amichevole                                           | Francia - Belgio | 1 - 1     |
| 52 | 18 ottobre 1961   | Bruxelles            | Amichevole                                           | Belgio - Francia | 3 - 0     |
| 53 | 25 dicembre 1963  | Parigi               | Amichevole                                           | Francia - Belgio | 1 - 2     |
| 54 | 2 dicembre 1964   | Bruxelles            | Amichevole                                           | Belgio - Francia | 3 - 0     |
| 55 | 20 aprile 1966    | Parigi               | Amichevole                                           | Francia - Belgio | 0 - 3     |
| 56 | 11 novembre 1966  | Bruxelles            | Qualificazioni al campionato europeo di calcio 1968  | Belgio - Francia | 2 - 1     |
| 57 | 28 ottobre 1967   | Nantes               | Qualificazioni al campionato europeo di calcio 1968  | Francia - Belgio | 1 - 1     |
| 58 | 15 novembre 1970  | Bruxelles            | Amichevole                                           | Belgio - Francia | 1 - 2     |
| 59 | 12 ottobre 1974   | Bruxelles            | Qualificazioni al campionato europeo di calcio 1976  | Belgio - Francia | 2 - 1     |
| 60 | 15 novembre 1975  | Parigi               | Qualificazioni al campionato europeo di calcio 1976  | Francia - Belgio | 0 - 0     |
| 61 | 29 aprile 1981    | Parigi               | Qualificazioni al campionato mondiale di calcio 1982 | Francia - Belgio | 3 - 2     |
| 62 | 9 settembre 1981  | Bruxelles            | Qualificazioni al campionato mondiale di calcio 1982 | Belgio - Francia | 2 - 0     |
| 63 | 31 maggio 1983    | Lussemburgo          | Amichevole                                           | Francia - Belgio | 1 - 1     |
| 64 | 16 giugno 1984    | Nantes               | Campionato europeo di calcio 1984                    | Francia - Belgio | 5 - 0     |
| 65 | 28 giugno 1986    | Puebla               | Campionato mondiale di calcio 1986                   | Francia - Belgio | 4 - 2     |
| 66 | 25 marzo 1992     | Parigi               | Amichevole                                           | Francia - Belgio | 3 - 3     |
| 67 | 27 marzo 1996     | Bruxelles            | Amichevole                                           | Belgio - Francia | 0 - 2     |
| 68 | 27 maggio 1998    | Casablanca           | Trofeo di calcio Hassan II 1998                      | Francia - Belgio | 1 - 0     |
| 69 | 18 maggio 2002    | Saint-Denis          | Amichevole                                           | Francia - Belgio | 1 - 2     |
| 70 | 18 febbraio 2004  | Bruxelles            | Amichevole                                           | Belgio - Francia | 0 - 2     |
| 71 | 15 novembre 2011  | Saint-Denis          | Amichevole                                           | Francia - Belgio | 0 - 0     |
| 72 | 14 agosto 2013    | Bruxelles            | Amichevole                                           | Belgio - Francia | 0 - 0     |
| 73 | 7 giugno 2015     | Saint-Denis          | Amichevole                                           | Francia - Belgio | 3 - 4     |
| 74 | 10 luglio 2018    | San Pietroburgo      | Campionato mondiale di calcio 2018                   | Francia - Belgio | 1 - 0     |
| 75 | 7 ottobre 2021    | Torino               | UEFA Nations League 2020-2021                        | Belgio - Francia | 2 - 3     |
| 76 | 1 luglio 2024     | Düsseldorf           | Campionato europeo di calcio 2024                    | Francia - Belgio | 1 - 0     |
| 77 | 9 settembre 2024  | Décines-Charpieu     | UEFA Nations League 2024-2025                        | Francia - Belgio | 2 - 0     |
| 78 | 14 ottobre 2024   | Bruxelles            | UEFA Nations League 2024-2025                        | Belgio - Francia | 1 - 2     |

## Statistiche
|                                       | Partite | Risultati | Risultati | Risultati |
| Belgio                                | Partite | Pareggi   | Francia   |           |
| ------------------------------------- | ------- | --------- | --------- | --------- |
| Campionati mondiali                   | 3       | 0         | 0         | 3         |
| Qualificazioni al campionato mondiale | 4       | 1         | 1         | 2         |
| Campionati europei                    | 2       | 0         | 0         | 2         |
| Qualificazioni al campionato europeo  | 4       | 2         | 2         | 0         |
| UEFA Nations League                   | 3       | 0         | 0         | 3         |
| Amichevoli                            | 62      | 27        | 16        | 19        |
| Totale                                | 78      | 30        | 19        | 29        |